# Liste der salvadorianischen Botschafter in Mexiko

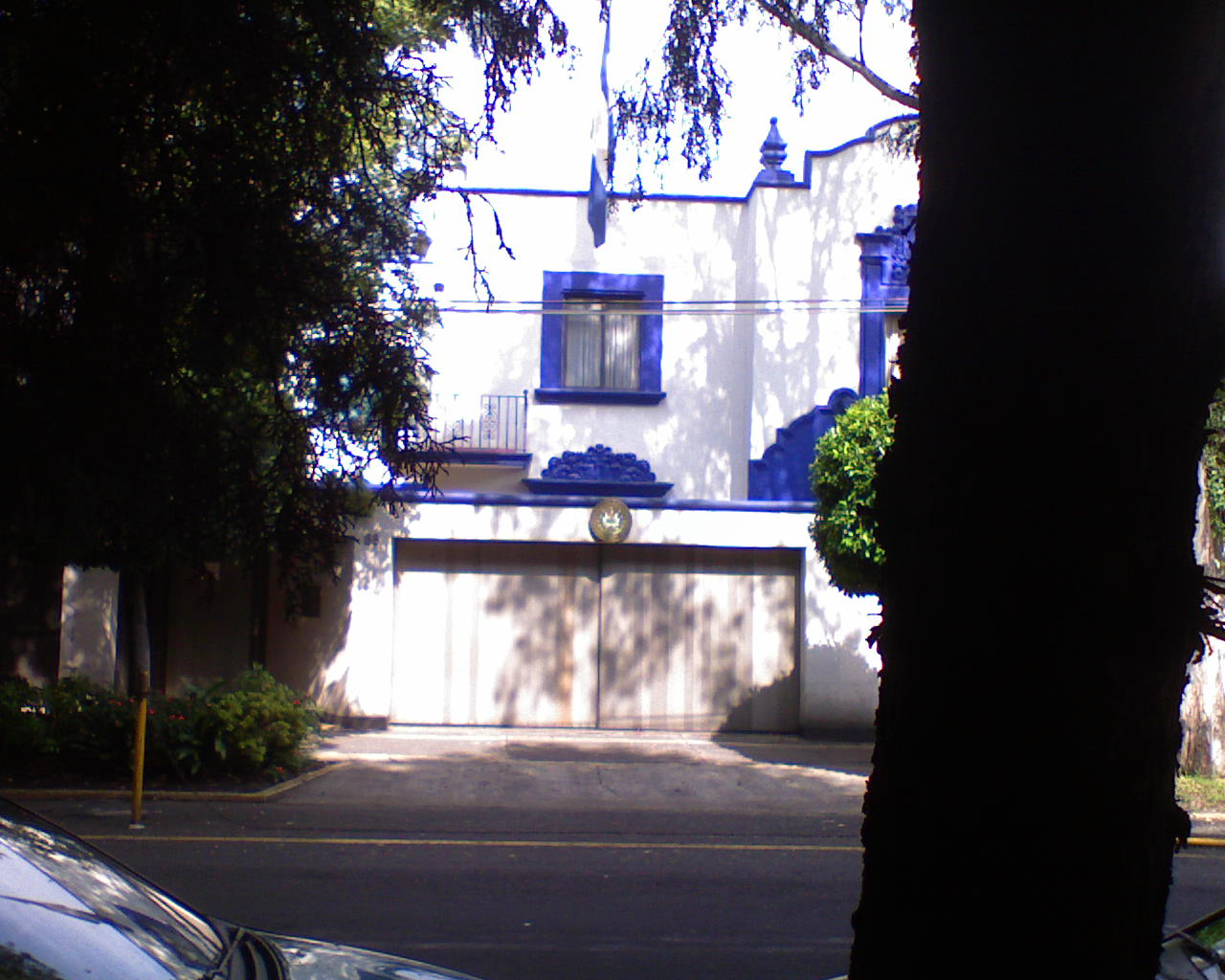
Die Botschaft befindet sich in der Calle Temístocles 88 Colonia Polanco, Delegación Miguel Hidalgo, Mexiko-Stadt.

| Ernennung / Akkreditierung | Botschafter                       | Bemerkungen | ernannt von                    | akkreditiert während der Regierung von | Posten verlassen |
| -------------------------- | --------------------------------- | --- | ------------------------------ | -------------------------------------- | ---------------- |
| 1876                       | Juan Ramón Uriarte                | ministro plenipotenciario de Guatemala en México | Andrés Vallés                  | Porfirio Díaz                          |                  |
| 9. März 1877               | Francisco Anguiano                | | Rafael Zaldívar                | Porfirio Díaz                          |                  |
| 1878                       | Delfín Sánchez                    | | Rafael Zaldívar                | Porfirio Díaz                          |                  |
| 1879                       | Manuel H. Herrera                 | | Rafael Zaldívar                | Porfirio Díaz                          |                  |
| 1891                       | Gerónimo Pou                      | special agent | Carlos Ezeta                   | Porfirio Díaz                          | 1892             |
| 1894                       | Salvador Rodríguez                | Geschäftsträger | Rafael Antonio Gutiérrez       | Porfirio Díaz                          |                  |
| 1895                       | Eduardo Pairier                   | | Rafael Antonio Gutiérrez       | Porfirio Díaz                          |                  |
| 1896                       | Nicolás Angulo                    | 11. September 1890: Finanzminister im Kabinett von Carlos Ezeta                                                                                      | Rafael Antonio Gutiérrez       | Porfirio Díaz                          |                  |
| 25. März 1897              | Miguel Yudice                     | [ 2 ] | Rafael Antonio Gutiérrez       | Porfirio Díaz                          | 1908             |
| 1900                       | Rafael Zaldívar                   | | Tomás Regalado                 | Porfirio Díaz                          |                  |
| 1903                       | Manuel Delgado                    | 21. November 1912 | Pedro José Escalón             | Porfirio Díaz                          | 1908             |
| 1907                       | Felipe Angulo                     | Geschäftsträger | Fernando Figueroa              | Porfirio Díaz                          |                  |
| 18. Juni 1912              | Enrique Córdova                   | Enrique de Córdova | Manuel Enrique Araujo          | Francisco Madero                       | 9. Feb. 1913     |
| 1914                       | Manuel Rivas                      | Geschäftsträger | Alfonso Quinónes Molina        | Venustiano Carranza                    |                  |
| 1917                       | Gustavo Barón                     | [ 3 ] | Carlos Meléndez                | Venustiano Carranza                    |                  |
| 1920                       | Francisco Lima                    | | Jorge Meléndez Ramírez         | Álvaro Obregón                         |                  |
| 1921                       | Eudoro Urdaneta                   | | Jorge Meléndez Ramírez         | Álvaro Obregón                         |                  |
| 1923                       | Cecilio Bustamante                | | Alfonso Quinónes Molina        | Álvaro Obregón                         |                  |
| 1933                       | Juan Ramón Uñarte                 | (* 1884; † April 1934) | Maximiliano Hernández Martínez | Abelardo L. Rodríguez                  |                  |
| 1935                       | Antonio Alvarez Vidaurre          | | Maximiliano Hernández Martínez | Lázaro Cárdenas del Río                |                  |
| 1937                       | Héctor Escobar Serrano            | Gesandter | Maximiliano Hernández Martínez | Lázaro Cárdenas del Río                | 1939             |
| 1943                       | Miguel Peña Valle                 | Botschafter | Maximiliano Hernández Martínez | Manuel Ávila Camacho                   |                  |
| 1946                       | Napoleón Viera Altamirano         | | Salvador Castaneda Castro      | Miguel Alemán Valdés                   | 1947             |
| 1947                       | Héctor Escobar Serrano            | | Salvador Castaneda Castro      | Miguel Alemán Valdés                   | 1950             |
| 1950                       | Carlos Adalberto Alfaro           | | Óscar Osorio Hernández         | Miguel Alemán Valdés                   |                  |
| 1955                       | Salvador Etcheverría Brañas       | kam als Generalkonsul der zweiten Spanischen Republik nach Mexiko.                                                                                   | Óscar Osorio Hernández         | Adolfo Ruiz Cortines                   |                  |
| 1964                       | Rafael Eguizábal Tobías           | | Eusebio Rodolfo Cordón Cea     | Gustavo Díaz Ordaz                     | 1966             |
| 1963                       | Guillermo Rubio Melhado           | | Eusebio Rodolfo Cordón Cea     | Adolfo López Mateos                    |                  |
| 22. Apr. 1971              | René Atilio Martínez Angulo       | (* 1915; † 1972 durch Herzinfarkt in Mexiko-Stadt)                                                                                                   | Fidel Sánchez Hernández        | Luis Echeverría Álvarez                | 1972             |
| 1973                       | Fidel Torres                      | | Arturo Armando Molina          | Luis Echeverría Álvarez                | 1974             |
| 1975                       | Pío Segundo Calderón              | | Arturo Armando Molina          | José López Portillo                    |                  |
| 1975                       | Mauricio Vides Ceballos           | | Arturo Armando Molina          | Luis Echeverría Álvarez                |                  |
| 1975                       | José Fernando Sigui Olivares      | | Arturo Armando Molina          | Luis Echeverría Álvarez                |                  |
| 1977                       | Guillermo Paz Larín               | (* 25. Juni 1931 in Sonsonate), 27. Jan. 1968-29. Mär. 1968 und 29. Juli 1971 – 19. Okt. 1971 geschäftsführender Außenminister, Botschafter in Tokio | Carlos Humberto Romero         | José López Portillo                    | Jan. 1980        |
| Jan. 1980                  | Leitung der Auslandsmission durch | Geschäftsträger | José Napoleón Duarte           | José López Portillo                    |                  |
| 1990                       | Rafael Meza Delgado               | | Alfredo Cristiani Burkard      | Carlos Salinas de Gortari              | 1993             |
| 2000                       | Eduardo Cálix López               | | Francisco Flores Pérez         | Vicente Fox                            |                  |
| 2003                       | Guillermo Paz Larín               | Sohn von Maria Esther Larin Duarte und Papa Epe Paz Fuentes mit Rosa Judith Gallardo verheiratet                                                     | Francisco Flores               | Vicente Fox                            |                  |
| 22. Apr. 2012              | Carlos Antonio Ascencio Girón     | [ 5 ] | Mauricio Funes                 | Felipe Calderón                        |                  |